# Arrondissement (phonétique)
Pour les articles homonymes, voir Arrondissement.
En phonétique, la notion d'arrondissement des voyelles s'applique à la forme plus ou moins ronde prise par les lèvres lors de l'articulation d'une voyelle. Pour prononcer une voyelle arrondie, les lèvres forment une ouverture circulaire, alors que les voyelles non arrondies sont prononcées les lèvres relâchées.
Dans la plupart des langues, les voyelles antérieures ont tendance à être non arrondies, alors que les voyelles postérieures sont plutôt arrondies. Quelques langues comme le français et l'allemand, distinguent, pour un même degré d'ouverture, les deux prononciations arrondie et non arrondie de voyelles antérieures, alors que le vietnamien distingue les versions arrondie et non arrondie de voyelles postérieures de la même ouverture.
Dans le diagramme des voyelles de l'alphabet phonétique international, les voyelles arrondies sont celles qui apparaissent à la droite de chaque paire de voyelles. Des diacritiques, respectivement le demi-rond droit [ɔ̹] et le demi-rond gauche [ɔ̜], sont également utilisés pour indiquer un plus ou moins grand degré d'arrondissement. Les diacritiques plus et moins arrondi sont parfois utilisés aussi avec les consonnes pour indiquer les degrés de labialisation. Par exemple, dans les langues athapascanes hupa, les fricatives vélaires sourdes ont trois degrés de labialisation, transcrits comme [x x̹ xʷ] ou [x x̜ʷ xʷ].

## Types d'arrondissement
Il y a deux types d'arrondissement des voyelles : exolabial (ou protrusé, ou projeté), et endolabial  (ou comprimé).

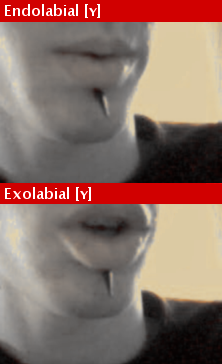
Voyelle endolabiale et exolabiale en suédois.

- Dans l'arrondissement endolabial (comprimé), les coins de la bouche légèrement étirés, les lèvres peuvent, sans s'avancer, être comprimées horizontalement, leur surface externe seule étant apparente, comme pour l'expression de la moue.
- Dans l'arrondissement exolabial (protrusé, projeté), les lèvres prennent la forme d'un tube, leur surface interne étant alors apparente, comme pour un baiser.

Habituellement, les voyelles arrondies postérieures et centrales sont exolabiales, alors que les voyelles antérieures arrondies sont endolabiales (Catford 1982, p. 172).
- Il n'existe aucun diacritique API standard pour représenter ce contraste, ce qui entraîne une ambiguïté entre les deux modes exolabial et endolabial, le mode exolabial (habituel pour les voyelles antérieures) étant pris par défaut si aucune indication n'est fournie. Toutefois il est proposé d'utiliser les symboles de l'API en exposant ⟨◌ᵝ⟩ ou ⟨◌ᶹ⟩ ou le diacritique taquet bas souscrit ⟨◌̞⟩ pour noter la compression endolabiale des voyelles postérieures et centrales, et le symbole en exposant ⟨◌ʷ⟩ ou le diacritique taquet haut souscrit ⟨◌̝⟩ pour la protrusion exolabiale des voyelles antérieures, l'absence de diacritique indiquant alors le mode d'arrondissement par défaut.
- Le japonais présente une exception, sa voyelle postérieure haute étant endolabiale.
- Quant au suédois, il possède une caractéristique unique, la distinction phonémique entre chacun des deux types, par la présence simultanée de deux voyelles moyennes supérieures antérieures arrondies : une exolabiale et une endolabiale généralement longue (qu'on peut distinguer respectivement comme [øʷ] et [ø̞])

Les langues iroquoises du nord n'ont aucune consonne labiale. Elles disposent de [w], [gʷ], et [kʷ], mais ces consonnes n'entraînent aucun arrondissement perceptible (avancée) des lèvres, ce qui pourrait être dû à leur compression. On ne sait pas si ce phénomène est relié à la distinction de labialisation en langue hupa.